# Heliothis peltigera
Noctuelle peltigère
Espèce
Heliothis peltigera, la Noctuelle peltigère, est une espèce de lépidoptères (papillons) de la famille des Noctuidés.